# Vojtěch Volavka
Vojtěch Volavka (17. září 1899, Praha – 16. září 1985, Toronto, Kanada) byl významný historik umění zaměřený na české a francouzské umění 19. a 20. století a na teoretické otázky malby a sochařství. Byl třikrát ženatý, s první manželkou Hanou Volavkovou, rozenou Frankensteinovou, ředitelkou Židovského muzea v Praze, měl syna Jana Vojtěcha Volavku, který působí jako profesor psychiatrie na New York University. Jeho třetí žena, Zdenka Volavková, také kunsthistorička, se zabývala mimo jiné africkým uměním v oblasti Cabindy.

## Životopis
Vojtěch Volavka pocházel z rodiny pražského zlatníka Jana Volavky, původem z Machova na Broumovsku, a jeho manželky Antonie, rozené Volfové. a byl vzdáleně spřízněn s rodem Aloise Jiráska [zdroj?]. Po maturitě na reálném gymnáziu v Praze na Smíchově vystudoval v letech 1918–1924 na Filozofické fakultě UK dějiny umění (prof. Karel Chytil, Vojtěch Birnbaum) a klasickou archeologii (H. Vysoký). Patřil k tzv. pretoriánům, kteří navštěvovali od počátku Birnbaumův soukromý seminář a později tvořili jádro Birnbaumovy školy. Za studií navštívil Vídeň, Německo a severní Itálii, později také Holandsko a Belgii. Roku 1924 obhájil rigorózní práci Ignác František Platzer. V letech 1920–1921 absolvoval kreslířský kurz na Uměleckoprůmyslové škole v Praze (prof. Emanuel Dítě ml.), kde ve stejné době studovala Toyen a také Jan Čumpelík. Roku 1926 byl jako stipendista Historického ústavu na studijním pobytu v Římě a v letech 1936–1937 a 1968 pobýval v Paříži, v technologické laboratoři Mainiova ústavu pro vědecké studium malby v museu Louvre. Francouzské řády, které mu byly za jeho vědeckou práci uděleny, vrátil po francouzském podpisu Mnichovské dohody.
Od roku 1924 působil jako kurátor Moderní galerie v Praze až do jejího zrušení za protektorátu v roce 1942. Zde se stýkal s místopředsedou jejího kuratoria Karlem Boromejským Mádlem, kterého považoval za svého dalšího učitele. Od roku 1936 spolupracoval na Ottově slovníku naučném nové doby. Byl aktivním členem Kruhu pro pěstování dějin umění.
Z manželství s Hanou Frankensteinovou se roku 1934 narodil syn Jan Vojtěch. Manželé se pro vzájemné neshody ještě před válkou rozvedli, ale žili dál společně. Vojtěch Volavka dostal nabídku pracovat na Princeton University a počátkem roku 1939 byl na konferenci v Londýně. Nabízel Haně, kterou pro židovský původ propustili ze zaměstnání, aby za ním se synem přijela. Hana Volavková to tehdy odmítla a když jí roku 1942 hrozila deportace do koncentračního tábora, Vojtěch Volavka se s ní znovu oženil a zachránil tak život jí i svému synovi. Roku 1944 se pokusil se synem uprchnout do zahraničí, ale na hranici Slovenska byli zatčeni a transportováni do věznice gestapa v Uherském Hradišti. Syn Jan tam strávil tři týdny a pak ho poslali domů. Vojtěch Volavka byl vězněn čtyři měsíce a poté až do konce války internován v pracovním táboře v Bystřici u Benešova, kam byli umisťováni lidé ze smíšených česko-židovských manželství, kteří se odmítli rozvést.
Po válce působil Vojtěch Volavka do roku 1947 na Ministerstvu zahraničních věcí, kam ho přivedl Jan Masaryk. Válečný pobyt v koncentračním táboře zanechal následky na jeho zdravotním stavu a proto po několika pobytech v nemocnici požádal o dočasné penzionování. Jako soukromý docent dějin umění byl v letech 1947–1956 externím členem Katedry dějin umění FF UK, ale v 50. letech neměl naději získat zde interní pozici. Od roku 1954 do roku 1964 byl docentem dějin umění na Vysoké škole výtvarných umění v Bratislavě. Roku 1958 získal vědeckou hodnost DrSc za své teoretické práce o sochařském rukopisu.
Jako vedoucí katedry se pokoušel o reformu výuky v duchu Bauhausu, ale pro odpor i neschopnost tamních akademických pracovníků nakonec neuspěl. Jeho jmenování profesorem bylo z politických důvodů opakovaně zamítnuto a proto se vrátil do Prahy, kde žil ze svého invalidního důchodu a snažil se pokračovat ve vědecké práci. Z politických důvodů nemohly být vydány v letech 1959 a 1964 sborníky k jeho životním jubileím. O jeho jmenování profesorem na Filozofické fakultě Univerzity Palackého v Olomouci usiloval neúspěšně Václav Zykmund, který tam vedl katedru výtvarné teorie a výchovy. Celou anabázi jednání s vedením Univerzity, Ministerstvem školství, funkcionáři SČVU i KSČ popsal jako obludnou nespravedlnost a kulturní ostudu, pro kterou lze těžko nalézt obdobu.
Roku 1968 Volavka vystoupil jako první s podněty k rehabilitaci oboru postiženého deformacemi komunistického režimu v 50. letech a byl rovněž zvolen předsedou přípravného výboru Uměleckohistorické společnosti. Koncem roku 1968 odjel na půlroční pobyt v laboratořích Musea Louvre. Po Invazi vojsk Varšavské smlouvy do Československa Volavka emigroval jako sedmdesátiletý roku 1969 do USA a později do Kanady. Zemřel 16. září 1985 v Torontu, den před 86. narozeninami.
Jeho třetí manželkou byla Zdenka Skořepová-Volavková, vyučující na Katedře orientálních a afrických studií FF UK. V letech 1968–1969 byla na stipendijním pobytu ve Francii a odtud emigrovala do USA a Kanady. Na York University v Torontu působila jako docentka (1970–1972) a profesorka (1972–1990), v letech 1974–1975 jako zástupce vedoucího katedry.
Manželé spolu v 60. letech koupili a zachránili barokní faru v Polevsku č.1 v Lužických horách.

## Dílo
Vojtěch Volavka byl jako žák V. Birnbauma pokračovatelem vídeňské uměleckohistorické školy. Jeho metodickým východiskem byla Rieglova představa o dějinách umění jako autonomním vývoji forem, určovaném „uměleckou vůlí“. Kladl důraz na pečlivou heuristiku a formální analýzu díla a preferoval historická hlediska před estetickými. Úzkostlivě se vyhýbal estetickému subjektivismu a svou práci se snažil opřít o objektivní a prokazatelné skutečnosti. Volavkovy teoretické práce se zabývají malířským rukopisem jako určujícím prvkem stylu, kresbou jako zdrojem tvůrčího procesu a technologickými postupy sochařství jako zprostředkujícím činitelem mezi uměleckým charakterem a hmotnou podstatou sochařského díla.
Práce v Moderní galerii mu umožnila dokonalé poznání výtvarného materiálu a Volavkovy galerijní instalace tvořily protějšek Kramářových prezentací českého umění. Byl autorem katalogu (1927) a průvodců po Moderní galerii (1932, 1934, 1936) a také katalogu Lobkowiczké zámecké obrazárny v Mělníku. Zabýval se českým uměním 19. a přelomu 19. a 20. století, moderním francouzským uměním a díly svých současníků, jako byli František Tichý, Max Švabinský, Jan Zrzavý, Willi Nowak a Emil Filla. Vytvořil soupis díla J. V. Myslbeka a roku 1929 uspořádal ve spolupráci s VO Umělecké besedy jeho soubornou výstavu. Roku 1930 byl spoluautorem výstavy 100 let českého umění 1830–1930, kterou zahajovala svou činnost výstavní síň Mánes. O rok později připravil spolu s výtvarným odborem Umělecké besedy velkou výstavu francouzského umění École de Paris.
Zajímaly ho technické a technologické předpoklady a okolnosti vzniku uměleckého díla, zejména malířský a sochařský rukopis. Díky předválečnému pobytu v laboratořích Musea Louvre měl možnost důkladně studovat tamní sbírky. Jeho souborné dílo Malba a malířský rukopis – Úvod do studia malířského rukopisu (1939), které vyšlo i cizojazyčně, sleduje problematiku malířského rukopisu v rámci evropské malby a ovlivnilo i cizí odbornou literaturu. Volavkovo podrobné studium malířského rukopisu ukázalo, že nejde pouze o záležitost techniky a znalectví, ale důležitý prvek formální a výraz slohového cítění. Volavka byl rovněž autorem teoretické práce Jak vzniká socha – Technika a tvůrčí proces v průběhu věků (1956). Jeho další práce Rukopis sochařův (1957) si všímá vztahu sochařského a malířského rukopisu, technologie sochařství, významu obsahu a historickosociální a genetické podmíněnosti rukopisu. Dílo nevnímá jako abstraktní formu, ale celou jeho hmotnou podstatu jako jednotu struktury hmoty, techniky, formy a obsahu ve smyslu osobního i dobového výrazu. Jeho příspěvek k metodologii obecného dějezpytu umění byl díky překladům uznáván i na Západě.
Sbíral materiál pro publikaci o barokním sochařství, který se spolu s obsáhlým článkem Barokní princip, určeným pro neuskutečněný sborník k šedesátinám Vojtěcha Birnbauma, ztratil během války. Ve válečných letech vydal monografie Karla Purkyně a Josefa Václava Myslbeka a Sochařství devatenáctého století. Jako vlastenec se obracel k Národnímu obrození, ale pouze první svazek Umění národního obrození vyšel roku 1941 a další až po válce roku 1948. V edici Česká malba 19. století v Grafické unii měly vycházet Volavkovy studie o nejvýznamnějších dílech české malby s dokonalými reprodukcemi, ale vyšel pouze první díl roku 1942 a další se za války ztratily. Jeho osobním koníčkem byla uměleckohistorická topografie. Psal knihu o Praze a jejích památkách, která byla vydána roku 1959 v němčině (Kunstwanderungen durch Prag) a teprve roku 1967 česky (Pouť Prahou (Dějiny a umění)). Kromě toho napsal texty k fotografické publikaci Jaromíra Funkeho Pražské kostely (1946). Materiály, které shromáždil k souborné publikaci o umělecké topografii Čech, se nepodařilo vydat knižně. Soubor jeho statí O moderním umění vyšel roku 1961 v Nakladatelství československých výtvarných umělců.